# Riitasaari (ö i Norra Savolax, Kuopio, lat 63,22, long 28,18)
Riitasaari är en ö i Finland. Den ligger i sjön Syväri och i kommunen Kuopio i den ekonomiska regionen  Kuopio ekonomiska region  och landskapet Norra Savolax, i den centrala delen av landet, 400 km nordost om huvudstaden Helsingfors. Öns area är 11,1 hektar och dess största längd är 490 meter i nord-sydlig riktning.